# Tydal
Tydal ist eine Kommune im norwegischen Fylke Trøndelag. Die Kommune hat 786 Einwohner (Stand: 1. Januar 2025). Verwaltungssitz ist die Ortschaft Ås. In Tydal befinden sich mehrere große Wasserkraftwerke.

## Geografie

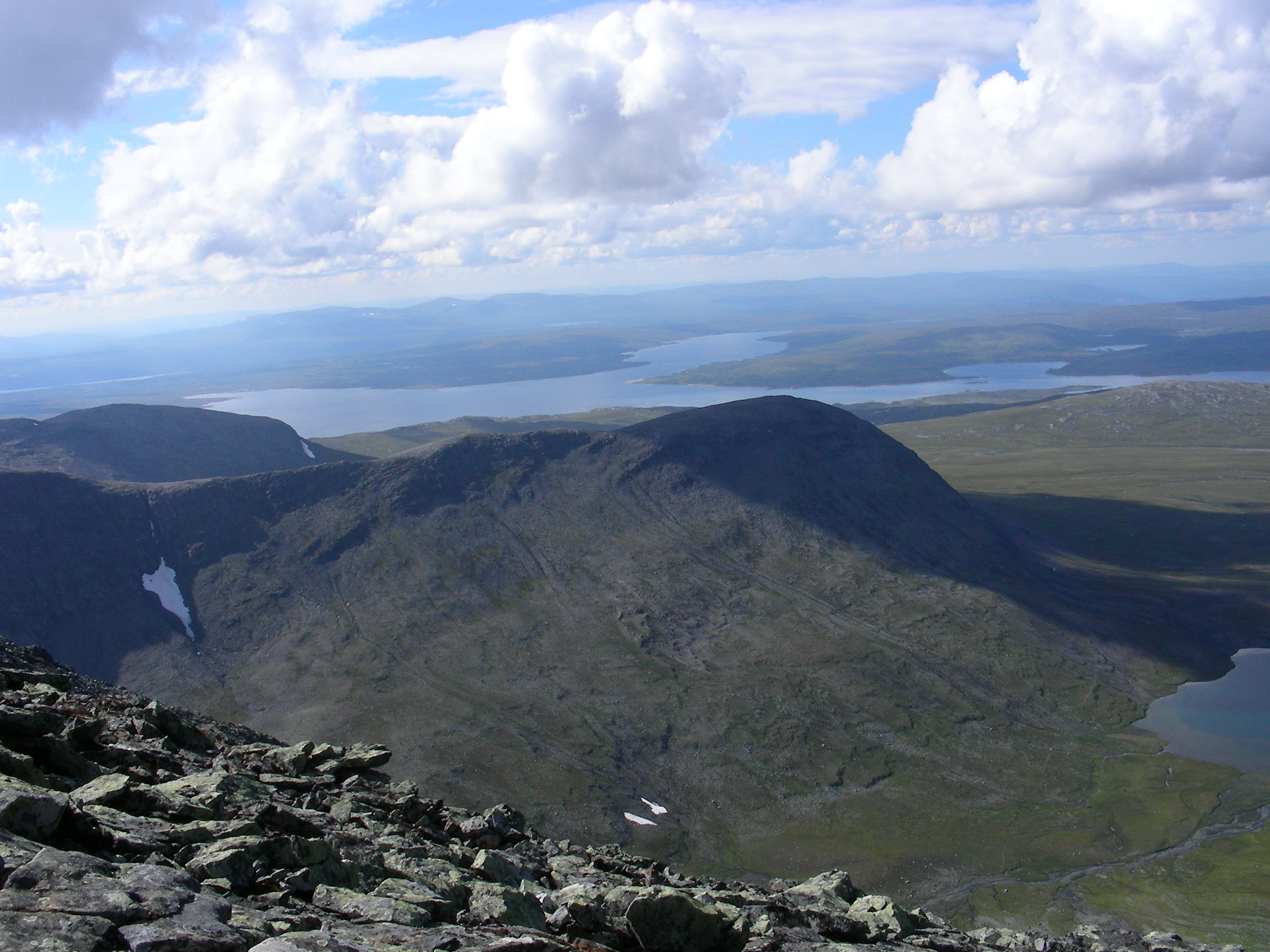
Gebirge Sylan mit Blick Richtung Nesjøen

Tydal liegt im gebirgigen Südosten Trøndelags an der Grenze zu Schweden. Die Gemeinde grenzt in Norwegen an Meråker im Norden, an Selbu im Nordwesten, an Holtålen im Südwesten sowie an Røros im Süden. Im Osten der Kommune liegt der Stausee Nesjøen, der je nach Wasserstand eine Höhe von 706 bis 729 moh. erreicht. Seine Fläche beträgt etwa 66 km². Der See entstand durch eine Aufstauung des Flusses Nea und verschmolz mit dem nördlich davon gelegenen natürlichen See Esandsjøen (südsamisch Saantenjaevrie). Im Südwesten des Stausees befindet sich der Staudamm Nesjødammen, westlich davon der See Vessingsjøen auf einer Höhe von 659 bis 659 moh. Von dessen Nordufer fließt die Nea weiter in den Westen durch das Tal Tydalen. Bei der Ortschaft Ås mündet der aus dem Süden kommende Fluss Tya in die Nea. Die Seen sowie die Flüsse sind Teil des Flusssystems Nea-Nidelvvassdraget.
Die Erhebung Storsylen stellt mit einer Höhe von 1763,63 moh. den höchsten Punkt der Kommune Tydal dar. Der Berg liegt auf der Grenze zu Schweden und gehört zum Gebirge Sylan. Weitere höhere Berge in der Kommune sind Skardsfjella, Nordsylen, Storsola und Bandaklumpen. Insgesamt etwa 87 Prozent des Gemeindeareals liegen auf einer Höhe von über 600 moh.
Ein Gebiet im Norden der Kommune geht in den Skarvan og Roltdalen-Nationalpark ein. Insgesamt ist dort seit dem Jahr 2004 eine auf mehrere Gemeinden verteilte Fläche von 441 km² geschützt.

## Einwohner
In den 1950er-Jahren stieg die Zahl der Einwohner in Folge des Ausbaus der Wasserkraftwerke an. Sie hielt sich danach einige Zeit stabil, bevor sie wieder zu sinken begann. Die Einwohner leben nahezu alle im Haupttal der Kommune, dort insbesondere in der Gegend um den Ort Ås. In der gesamten Gemeinde liegen keine Tettsteder, also keine Ansiedlungen, die für statistische Zwecke als eine städtische Siedlung gewertet werden.
Die Einwohner der Gemeinde werden Tydaling genannt. Offizielle Schriftsprache ist wie in einigen weiteren Kommunen in Trøndelag Bokmål, also die weiter verbreitete der beiden norwegischen Sprachformen.
| Jahr          | 1986 | 1990 | 1995 | 2000 | 2005 | 2010 | 2015 | 2020 | 2025 |
| ------------- | ---- | ---- | ---- | ---- | ---- | ---- | ---- | ---- | ---- |
| Einwohnerzahl | 993  | 1008 | 970  | 949  | 902  | 859  | 863  | 769  | 786  |

## Geschichte

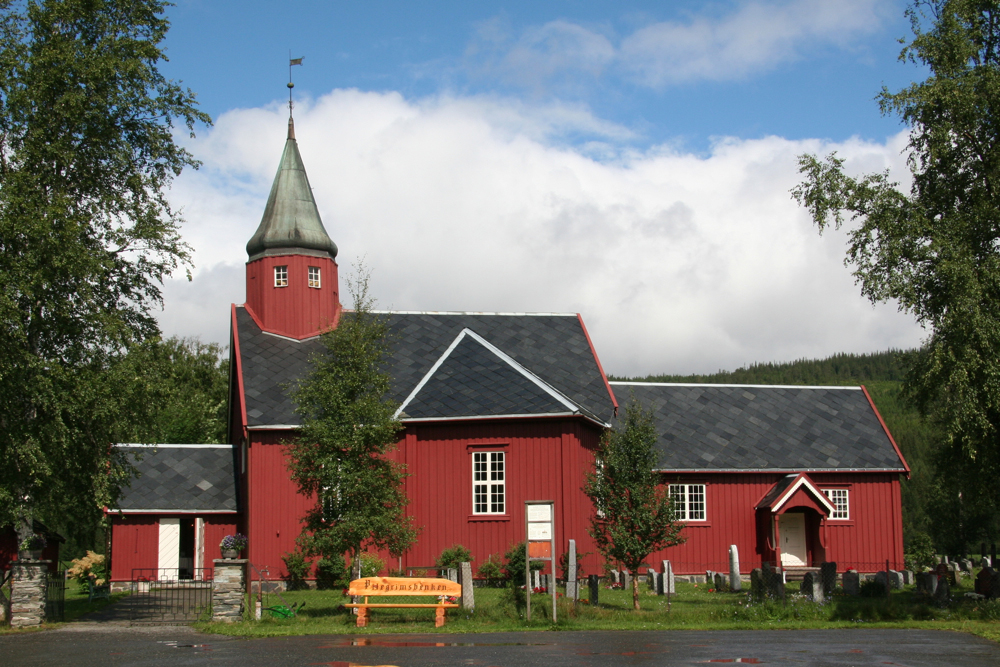
Tydal kirke

Die Kommune Tydal entstand am 1. Januar 1901 durch die Abspaltung von Selbu. Tydal hatte bei der Gründung 881 Einwohner, Selbu verblieb mit 4607 Personen. Bis zum 31. Dezember 2017 gehörte Tydal der damaligen Provinz Sør-Trøndelag an. Sie ging im Zuge der Regionalreform in Norwegen in die zum 1. Januar 2018 neu geschaffene Provinz Trøndelag über.
Im Winter 1718/19 führte am Ende des Norwegenfeldzugs der verlustreiche Rückzug schwedischer Truppen durch die heutige Kommune Tydal. Die Armee unter Carl Gustaf Armfelt kehrte dabei nach Schweden zurück, wobei über 3000 der etwa 5000 Männer auf der Etappe von Tydal ins schwedische Handöl erfroren. Der Rückzug ist auch als Todesmarsch der Karoliner bekannt geworden.
Die Tydal kirke ist eine Holzkirche aus dem Jahr 1696. Sie hat einen Y-förmigen Grundriss. In der Kommune Tydal befindet sich des Weiteren die Stugudal kapell, eine aus Holz erbaute Kapelle aus dem Jahr 1957. Sie wurde errichtet, da die Bauernhöfe im Tal Stugudalen jedes Jahr über einen längeren Zeitraum nahezu isoliert und Beerdigungen im Winter nur schwer möglich waren.

## Wirtschaft und Infrastruktur

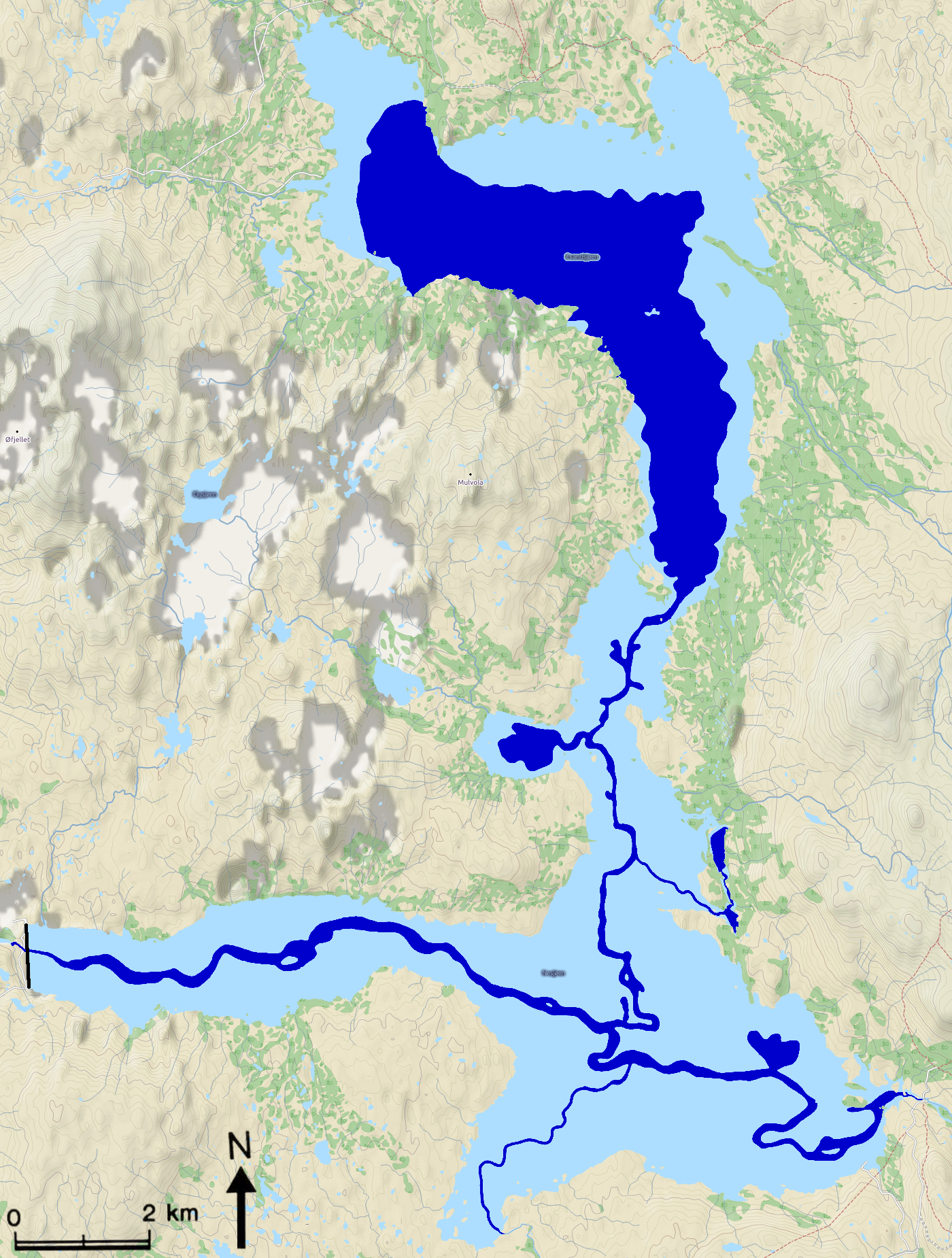
„Hybrid“-Karte des Nesjøens.
Sie zeigt den See in seiner heutigen Ausdehnung (hellblau), sowie die ehemalige Ausdehnung des Esandsjøens sowie den ebenfalls überfluteten Oberlauf der Nea.

### Verkehr
Durch das Tal Tydalen führt der Fylkesvei 705. Richtung Süden führt er in die Kommune Røros, in Richtung Westen nach Selbu.

### Wirtschaft
Tydal ist der größte Stromerzeuger Trøndelags. Der Bau von Wasserkraftwerken begann um 1940. Das Kraftwerk Nea nutzt einen Höhenunterschied von 375 Metern aus und wurde 1960 in Betrieb genommen. Die durchschnittliche Jahresproduktion zwischen 1981 und 2010 betrug etwa 677 GWh. Das 1964 in Betrieb genommene Kraftwerk Tya erzeugte im gleichen Zeitraum im Mittel 160 GWh jährlich, beim Kraftwerk Gresslifoss aus dem Jahr 1966 waren es 105 GWh. Das Wasserkraftwerk Vessingfoss, für den der Stausee Nesjøen entstand, wurde 1971 fertiggestellt. Es hat eine Durchschnittsproduktion von 95 GWh und eine Fallhöhe von 50 Metern.
Die Land- und Forstwirtschaft sind neben der Stromproduktion die bedeutendsten Wirtschaftszweige. In der Landwirtschaft ist vor allem die Tierhaltung verbreitet. In der Kommune wird von Südsamen auch Rentierhaltung betrieben. Die Industrie ist von eher geringer Bedeutung und basiert hauptsächlich auf der Holzverarbeitung. Im Bereich des Tourismus ist vor allem der Urlaub in den sogenannten Hytten in den Bergen im Grenzgebiet zu Schweden verbreitet. Eine solche Hytte ist etwa die Nedalshytta. Im Jahr 2020 arbeiteten von 390 Arbeitstätigen etwa 280 in Tydal selbst, der Rest verteilte sich auf Kommunen wie Selbu und Trondheim.

## Name und Wappen
Das seit 1997 offizielle Wappen der Kommune zeigt drei goldene Antoniuskreuze auf rotem Hintergrund. Sie sollen Strommasten darstellen und stehen für die Bedeutung der Stromerzeugung. Tydal wurde im Jahr 1409 als Thidal erwähnt. Der Name leitet sich vom Flussnamen Tya ab. Dessen genaue Bedeutung ist unsicher.

## Persönlichkeiten
- Ola Morten Græsli (* 1980), Nordischer Kombinierer